# التناظر المرآتي (نظرية الأوتار)
في الهندسة الجبرية والفيزياء النظرية التناظر المرآتي هي العلاقة بين أجسام فضاء كالابي ياو الهندسية . يشير المصطلح إلى الحالة التي تبدو فيها مشعبتان من فضاء كالابي-ياو مختلفتين هندسياً، ولكنهما على الرغم من هذا متناظرتان عند استخدامهما كأبعاد إضافية لنظرية الأوتار.
اكتُشفت مثنوية التناظر المرآتي في أواخر الثمانينات من قبل علماء الفيزياء وفي حدود عام 1990 أصبح علماء الرياضيات مهتمين بهذه العلاقة عندما أظهر فيليب كانديلاس وزينيا دي لا أوسا وبول غرين وليندا باركيس أنه يمكن استخدامها كأداة في الهندسة الإحصائية وهي فرع من فروع الرياضيات يهتم بإحصاء عدد حلول المسائل الهندسية. أظهر كانديلاس ومعاونيه أن التناظر المرآتي يمكن أن يستخدم لحساب المنحنيات المنطقية على فضاء كالابي ياو، وبالتالي حل مشكلة طال أمدها. على الرغم من أن التوجه الأصلي للتناظر المرآتي كان يقوم على الأفكار الفيزيائية التي لم يتم فهمها بطريقة دقيقة رياضياً، ومنذ ذلك الحين تم إثبات وبدقة بعض تنبؤتها الرياضية.
تعتبر مثنوية التناظر المرآتي حالياً من الموضوع البحثية الرئيسية في الرياضيات البحتة ويعمل علماء الرياضيات من أجل تطوير مفهوم حسابي للعلاقة يستند إلى حدس علماء الفيزياء. والتناظر المرآتي يعتبر أداة أساسية للقيام بالعمليات الحسابية في نظرية الأوتار وقد استخدمت لفهم أوجه نظرية الحقل الكمومي الشكلية التي يستخدمها الفيزيائيون لوصف الجسيمات الأولية. وتشمل الأساليب الرئيسية للتناظر المرآتي
برنامج متشاكلة التناظر المرآتي لمكسيم كونتسفيتش وحدس SYZ (تخمين SYZ) لعلماء الفيزياء النظرية أندرو إيبين سترومينجر وإريك زاسلو ولعالم الرياضيات شينغ تونغ ياو .